# Kiersztanówko
Kiersztanówko (niem. Klein Kirsteinsdorf) – wieś w Polsce położona w województwie warmińsko-mazurskim, w powiecie ostródzkim, w gminie Grunwald. W latach 1975–1998 miejscowość administracyjnie należała do województwa olsztyńskiego.
W 1861 r. we wsi mieszkało 121 osób.